# Colostygia podevinaria
Colostygia podevinaria är en fjärilsart som beskrevs av Herrich-Schäffer 1848. Colostygia podevinaria ingår i släktet Colostygia och familjen mätare. Inga underarter finns listade i Catalogue of Life.